# Scutiger boulengeri
Scutiger boulengeri är en groddjursart som först beskrevs av Jacques von Bedriaga 1898.  Scutiger boulengeri ingår i släktet Scutiger och familjen Megophryidae. IUCN kategoriserar arten globalt som livskraftig. Inga underarter finns listade i Catalogue of Life.